# Peter Petersen (Aufnahmeleiter)
Peter Petersen (* 11. März 1923 in Hamburg-St. Pauli; † 28./29. November 2019 in Hamburg) war ein Aufnahme- und Produktionsleiter in Filmen und Fernsehproduktionen.

## Leben
Peter Petersen wurde auf den Namen Walter getauft; den Vornamen Peter nahm er erst nach dem Krieg als Schauspieler an, da es (im Thalia Theater) schon einen anderen Schauspieler Walter Petersen gab.
Sein Vater war Zigarrenhändler in St. Pauli.
Nach der Schule wurde Peter Petersen 1942 als Soldat zur Wehrmacht eingezogen. 1945 folgte er nicht mehr einer Versetzung von Berlin-Schönefeld nach Gardelegen in Sachsen-Anhalt und desertierte in seine Heimatstadt Hamburg-St. Pauli. Nach dem Krieg schlug er sich mit verschiedensten Tätigkeiten durch, unter anderem mit einem Pantomimeduo Piet und Paro bei englischen Soldaten.

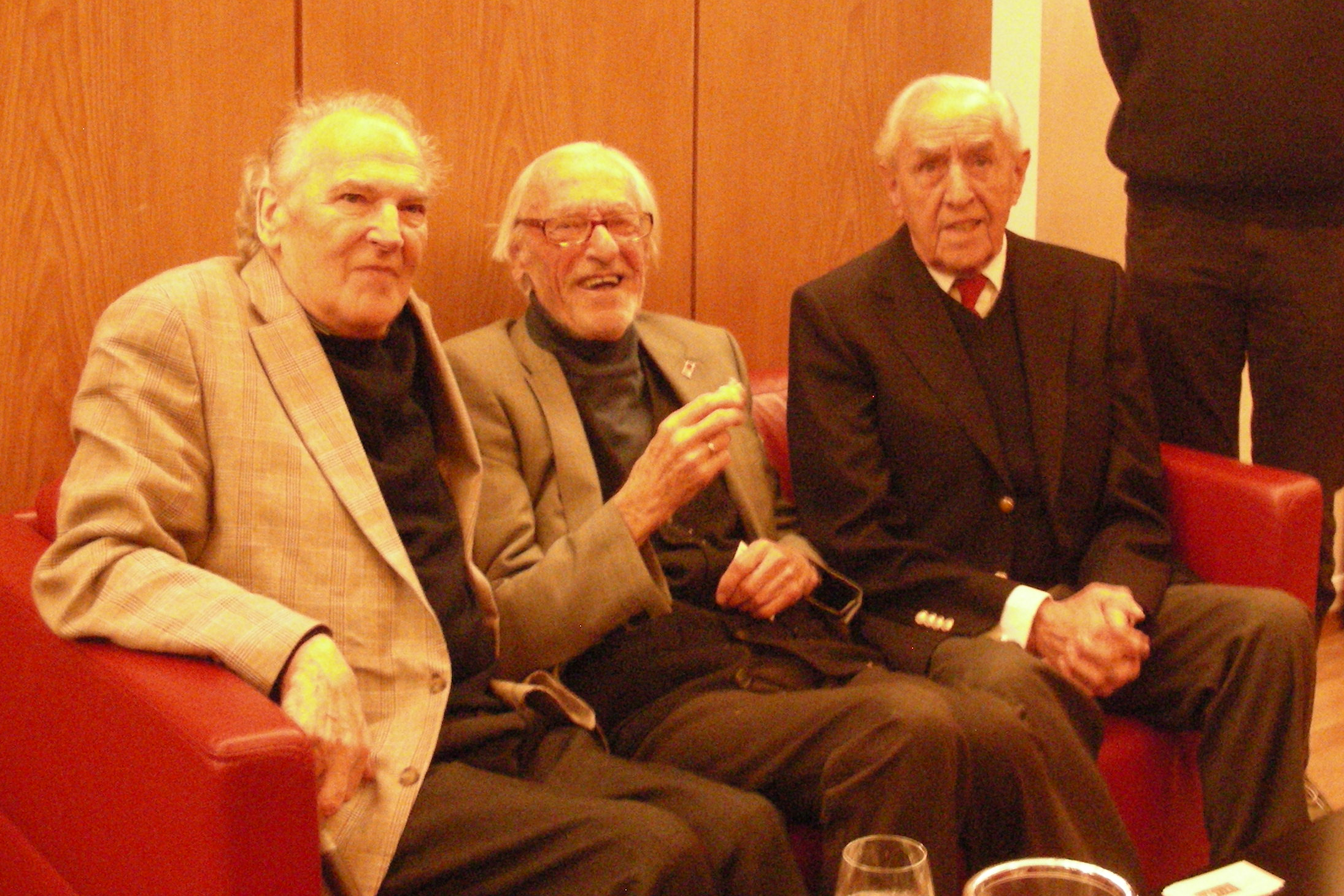
Peter Petersen (re.) mit den „fahnenflüchtigen“ Hamburgern des 2. Weltkrieges Uwe Storjohann (Bildmitte) und Arthur Zwintscher am Tag der Übergabe des Deserteursdenkmals in Hamburg am 24. November 2015. Foto: René Senenko

Seit 1955 war Petersen beim Film tätig, erstmals als Aufnahmeleiter in dem Film Banditen der Straße von Géza von Cziffra. In den folgenden Jahrzehnten war er bei verschiedenen Hamburger Produktionsfirmen, seit 1962 auch einige Male als Produktionsleiter. Peter Petersen arbeitete mit Regisseuren wie Wolfgang Staudte und Helmut Käutner und Schauspielern wie Curd Jürgens und Maria Schell zusammen.
Petersen war in seinen späteren Lebensjahren häufig in Schulen zu Gast und fesselte seine Zuhörer durch die direkte und packende Art seiner Erzählungen von den Erlebnissen als junger Mensch in der Kriegs- und Nachkriegszeit.